# Тигран III
Тигран III (на арменски: Տիգրան Գ) е цар на Велика Армения от 20 до 12 пр.н.е.

## Живот
Той е от династията на Арташесидите, син е на Артавазд II и брат на Арташес II.
През 20 пр.н.е. арменците изпращат пратеници при Октавиан, за да му съобщят, че вече не искат Арташес да е техен цар и да поискат неговия брат Тигран III (който е затворен в Александрия от римляните) да бъде направен нов цар. Август с охота се съгласява и праща голяма армия командвана от Тиберий да свалят Арташес. Преди римските сили да пристигнат Арташес е убит от роднините си и така римляните поставят Тигран на трона на Велика Армения, без дори да влизат в битка. Той е наследен от сина си Тигран IV и дъщеря си от друг брак Ерато от Армения (Erato).